# 大箕玫瑰圣母堂
大箕玫瑰圣母堂又名小寨天主堂，是一座古堡式的天主教教堂，位于中国山西省晋城市泽州县大箕镇下河村的一个山岗上，在晋城市以南15公里，大箕村桥西200米。

## 历史
大箕玫瑰圣母堂由荷兰传教士始建于1902年。教堂所在的小寨为明末清初晋商王泰来为抵御李自成而修建的三座防御性古寨之一，因面积最小称为小寨，耸立在古道上的一块巨石之上，古堡风格，颇为独特。1900年庚子教难期间，两位荷兰传教士在土门避难，许愿如能平安度过，要修建一座教堂献给圣母。他们平安度过教难后，于1902年买下小寨，先修建了五排平房，教友人数增加后，1914年正式动工修建玫瑰圣母堂，1916年竣工。次年举行祝圣仪式。此堂与城内西门口教堂（现晋城市糖业加工厂内）为晋城地区的两个本堂区。1937年，抗日战争爆发后，日本鬼子曾先后四次占据晋城。内战时期，宗教活动陷于瘫痪。1950年，教堂由大箕粮站占用。直到1987年才归还天主教会使用。。

## 建筑
大箕玫瑰圣母教堂的建筑特色中西合璧，内部的罗马式教堂与外部的中式堡寨浑然一体。坐西朝东，院落占地3838平方米，教堂面积222平方米。钟楼高15米。
小寨现为晋城市文物保护单位。